# رخ (سربیشه)
رخ، روستایی از توابع بخش مود شهرستان سربیشه در استان خراسان جنوبی ایران است.
رخ، از دیرباز به عنوان هسته مرکزی آبادی های اطراف مورد توجه بوده است.
از خاندان های بزرگ این روستا می توان به خاندان محمدی رخ، محسنی، ولوی، قائمی، ربیع زاده، دهقانی و قدیمی اشاره نمود.
عمده فعالیت این روستا کشاورزی و دامداری می باشد.
شهید ابوالفضل ربیع زاده رخ از شهدای ارتش جمهوری اسلامی می باشد که در راه حراست از مرزهای شرقی کشور در سال 1403 به شهادت رسیده است.